# Jan Tytgat
Jan Tytgat (6 januari 1963) is een Belgische toxicoloog en professor aan de KU Leuven.

## Opleiding
Na zijn de humaniora aan het Onze-Lieve-Vrouwecollege te Antwerpen studeerde Tytgat farmaceutische wetenschappen aan de KU Leuven. Vervolgens doctoreerde hij in de fysiologie aan de medische faculteit van diezelfde universiteit. Als postdoctoraal onderzoeker was hij van 1990 tot 1992 actief aan de Harvard Medical School in Boston.

## Academische loopbaan
Tytgat leidt het laboratorium voor toxicologie en bromatologie en is directeur van de afdeling biofarmaceutische wetenschappen van de dienst Research & Development van de KU Leuven (LRD). Hij publiceerde meer dan 170 wetenschappelijke artikels. Van 2004 tot 2011 was Tytgat voorzitter van de Europese afdeling van de International Society on Toxicology.
In januari 2021 stelde hij zich kandidaat om rector te worden van de KU Leuven. Hij daagde zittend rector Luc Sels uit, maar Tytgat slaagde er niet in hem van een tweede termijn te houden.

## Prijzen
Tytgat won onder meer de prijs van de onderzoeksraad van de KU Leuven en de driejaarlijkse Prijs Dr. Edouard Delcroix van het Vlaams Instituut voor de Zee.

## Cannabisteelt
Eind april 2013 pleitte professor Tytgat ervoor om een proefproject op te starten waarbij de overheid zelf cannabis zou kweken om zo de illegale cannabisteelt in te perken. In november 2013 opperden Tytgat, econoom Paul De Grauwe en criminoloog Tom Decorte opnieuw voor een door de overheid gereguleerde cannabismarkt.